# 59P/Kearns-Kwee
59P/Kearns-Kwee è una cometa periodica appartenente alla famiglia delle comete gioviane. La cometa è stata scoperta il 17 agosto 1963 dagli astronomi Charles E. Kearns e Kiem Keng Kwee, è stata riscoperta il 26 luglio 1971 e nuovamente osservata a tutti i successivi passaggi al perielio.

## Orbita
La cometa ha come caratteristica peculiare di avere attualmente una MOID col pianeta Giove di sole 0,00799992 au (1 196 771 km) dal centro del pianeta (la distanza dalla superficie del pianeta è di 1124279 km. Questa piccola distanza implica che la cometa è in grado di penetrare dentro il sistema dei satelliti galileiani, entrando dentro l'orbita di Callisto (1882700 km) e di sfiorare quella di Ganimede (1070400 km). 
Considerando che la sfera d'influenza di Giove ha un raggio medio di 48.200.000 km, è facilmente comprensibile come l'attuale orbita della cometa sia dovuta al passaggio ravvicinato avvenuto il 13 novembre 1961 tra la cometa e Giove a soli 4 781 000 km (0,03196 au), e che ha permesso alla cometa di essere scoperta al primo successivo passaggio al perielio nel 1963. Precedentemente la cometa ha avuto un passaggio ancor più stretto con Giove giungendo il 16 febbraio 1701 a 0,0119 au dal centro di Giove.
La cometa è attualmente in risonanza orbitale, quasi perfetta, 6/5 con Giove.